# Tupoljev Tu-126
Tupoljev Tu-126 (NATO naziv: "Moss") je sovjetski zrakoplov za rano upozoravanja i kontrolu a koristio se kao zračna platforma za kontrolu zračnog prostora.

## Dizajn i razvoj
1958. Tupoljevu je zadano da razvije novi zrakoplov za kontrolu zračnog prostora. Prvotno se pokušavalo instalirati novi radar na već postojeće zrakoplove Tupoljev Tu-95 i Tu-116, no kako je to bilo neuspješno odlučeno je da će radar biti ugrađen u Tu-114 koji je imao širi trup. 
Dodatni prostor je odmah riješio probleme hlađenja i smješatanja dodatne opreme, a kako bi imao veći domet dodan mu je sustav za punjenje goriva u zraku.

## Povijest korištenja
Tu-126 je koristilo samo sovjetsko zrakoplovstvo te se počeo povlačiti s dolaskom novijeg Berieva A-50.
Tu-126 je nakratko bio posuđen i Indiji te s koristio u sukobima s Pakistanom. Posljednji Tu-126 je povučen 1984.

## Korisnici
- SSSR
- Indija

## Tehničke karakteristike
Osnovne karakteristike
- posada: 12
- dužina: 56,50 m
- raspon krila: 51,4 m
- površina krila: 311,1 m2
- visina: 16,05 m

Letne karakteristike
- najveća brzina: 790 km/h
- ekonomska brzina: 520 km/h
- dolet: 7.000 km
- najveća visina leta: 10.700 m2
- specifično opterećenje krila: 550 kg/m
- motor: 4× Kuznjecov NK-12MV turbo motora s kontra rotirajućim propelerima